# Adolf Stoffel

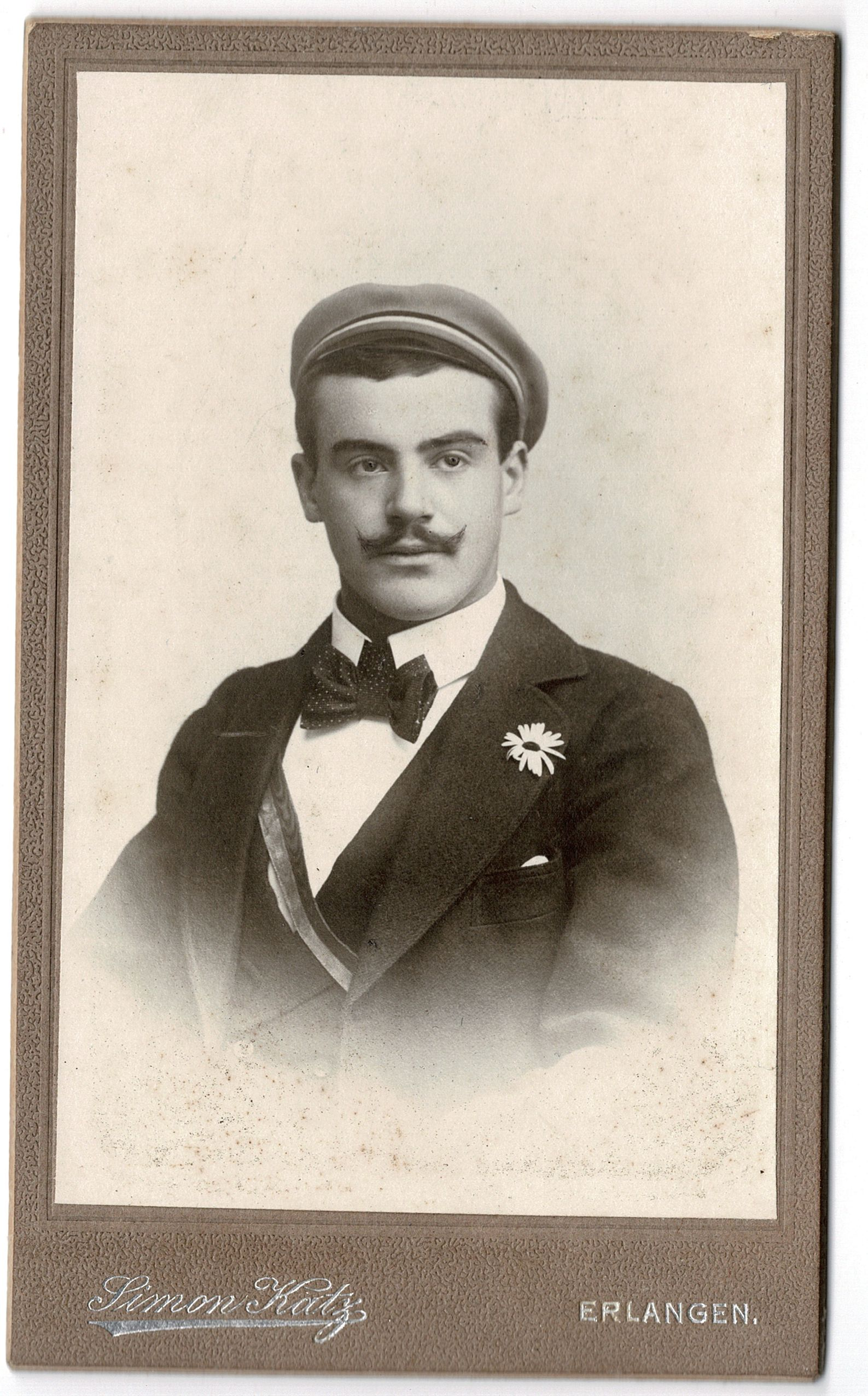
Adolf Stoffel

Adolf Stoffel (* 3. Juni 1880 in Kaiserslautern; † 3. Mai 1937 in Mannheim) war ein deutscher Orthopäde.

## Werdegang
Stoffel begann an der Friedrich-Alexander-Universität Erlangen Medizin zu studieren. Er wurde am 19. Oktober 1899 Fuchs im Corps Baruthia. Am  29. Juni 1900 recipiert, wurde er am 14. Dezember 1900 ohne Band entlassen. Er wechselte an die Friedrich-Wilhelms-Universität zu Berlin, die Julius-Maximilians-Universität Würzburg und die Ruprecht-Karls-Universität Heidelberg. Mit einer Doktorarbeit über die Blasenmole wurde er 1905 in Heidelberg zum Dr. med. promoviert. In der Heidelberger Anatomie untersuchte er die Verteilung der Nervenbahnen im Nervenquerschnitt. Danach arbeitete er als Spezialarzt für orthopädische Chirurgie in Mannheim. Dort verfasste er 1911 mit Oskar Vulpius, seinem Heidelberger Lehrer, das für die damalige Zeit bahnbrechende Werk Orthopädische Operationslehre. An diesem Buch arbeitete seine Frau Edda geb. Stempel mit, die zahlreiche anatomische Präparate beisteuerte. Zwei Jahre zuvor hatte Stoffel mit Edda Stempel die anatomische Studien über die Klumphand veröffentlicht.
1911 führte Stoffel die Technik der selektiven Neurotomie des Nervus tibialis ein, die als Stoffel-Operation bezeichnet wurde. Sie wird nicht mehr geübt. Danach wurde Stoffel erster Oberarzt an der Heidelberger Poliklinik für Orthopädische Chirurgie und a.o. Professor der orthopädischen Chirurgie. 1932 richtete er den 27. Kongress der Deutschen Orthopädischen Gesellschaft in Mannheim aus.

## Veröffentlichungen
- Oskar Vulpius und Adolf Stoffel (Hrsg.): Orthopädische Operationslehre. Verlag Ferdinand Enke, 1913